# إيميل سانتياغو
إيميل سانتياغو (بالإنجليزية: Emile Santiago)‏ هو مصمم أزياء تقليدية أمريكي، ولد في 21 فبراير 1899 في بلومسبورغ في الولايات المتحدة، وتوفي في 23 يونيو 1995.

## وصلات خارجية
- إيميل سانتياغو على موقع IMDb (الإنجليزية)